# Orleans (Massachusetts)
Orleans ist eine Town im Barnstable County im US-Bundesstaat Massachusetts. Das U.S. Census Bureau hat bei der Volkszählung 2020 eine Einwohnerzahl von 6.307 nach dem Zensus von 2020. ermittelt.

## Geographie
Nach dem United States Census Bureau hat der Ort eine Gesamtfläche von 54,6 km², davon ist 36,7 km² Land und 17,9 km² Wasser.

### Geografische Lage
Orleans liegt im inneren „Ellenbogen“-Teil vom Cape Cod. Der Ort ist mit Sümpfen und Teichen im westlichen Teil und mit vielen Buchten, Inseln und Hafen an der Ostküste (z. B. Town Cove, Nauset Harbor, Pleasant Bay und Little Pleasant Bay) übersät. Rock Harbor, begrenzt von und geteilt durch den Ort Eastham, liegt im „Knick“ des inneren Ellenbogens und sorgt für den Bootszugang zur Cape Cod Bay. Cape Cod National Seashore liegt entlang der Küste.

### Nachbargemeinden
Alle Entfernungen sind als Luftlinien zwischen den offiziellen Koordinaten der Orte aus der Volkszählung 2010 angegeben.
- Süden:  Chatham, 9,8 km
- Südwesten: Harwich, 13,8 km
- Westen: Brewster, 8,1
- Norden: Eastham, 9,3 km

Orleans liegt dreiundvierzig Kilometer südlich von Provincetown, fünfunddreißig Kilometer östlich von Barnstable, achtundfünfzig Kilometer östlich der Sagamore Bridge und einhundertvierundvierzig Kilometer südöstlich von Boston. Im Osten grenzt das Gebiet an den Atlantischen Ozean und im Nordwesten an die Cape Cod Bay.

### Stadtgliederung
In Orleans gibt es mit East Orleans und South Orleans zwei Villages.

### Klima
Die mittlere Durchschnittstemperatur in Orleans liegt zwischen −1,7 °C (29 °F) im Januar und 20,6 °C (69 °F) im Juli. Damit ist der Ort gegenüber dem langjährigen Mittel der USA um etwa 9 Grad kühler. Die Schneefälle zwischen Oktober und Mai liegen mit bis zu zweieinhalb Metern mehr als doppelt so hoch wie die mittlere Schneehöhe in den USA; die tägliche Sonnenscheindauer liegt am unteren Rand des Wertespektrums der USA.

## Geschichte
Orleans entstand 1693 durch eine Ansiedlung der Pilgerväter aus der Plymouth Colony, die unzufrieden mit dem armen Boden und den wenigen ihnen gegebenen Landgebieten waren. Ursprünglich war die südliche Gemeinde von Eastham, Orleans, offiziell 1797 unabhängig. Orleans wurde zu Ehren Louis Philippe II. Joseph de Bourbon, duc d’Orléans in Anerkennung der Unterstützung der 13 Kolonien während der Amerikanischen Revolution durch die Franzosen benannt. Zudem wollte der Ort keinen englischen Namen haben, da er während des Krieges zweimal von den Briten erobert wurde.
In der frühen Geschichte drehte sich alles, wie überall am Kap, um Fischen, Walfang und Landwirtschaft. Als die Fischindustrie wuchs, entstanden Salzwerke im Ort, um den Fisch zu konservieren. Das Ortswachstum trug zur Dezimierung der Waldbestände bei, was nicht mehr zu beheben war, bis es einen Eisenbahnanschluss gab, über den Holz vom Festland von der Mitte bis zum späten 19. Jahrhundert transportiert wurde. Die Eisenbahn half auch, den Tourismus in den Ort zu bringen. Der örtlichen Tourismusindustrie wurde 1961 mit der Gründung des Cape Cod National Seashores von Präsident John F. Kennedy geholfen.

### Angriffe in Kriegszeiten
Orleans am Cape Cod und somit an einer exponierten Position an der Küste war Zielscheibe in Kriegszeiten trotz seines Mangels an strategischer Wichtigkeit. 1814 schlugen die Bewohner die Invasion der britischen Marine von der HMS Newcastle zurück. Nauset Beach war die einzige US-Stelle, die von fremder Munition während des Ersten Weltkriegs belastet wurde. Das war das erste Mal seit dem Britisch-Amerikanischen Krieg, dass eine fremde Macht auf amerikanischen Boden feuerte. (Siehe Angriff auf Orleans.)

### Einwohnerentwicklung
| Volkszählungsergebnisse – Town of Orleans, Massachusetts | Volkszählungsergebnisse – Town of Orleans, Massachusetts | Volkszählungsergebnisse – Town of Orleans, Massachusetts | Volkszählungsergebnisse – Town of Orleans, Massachusetts | Volkszählungsergebnisse – Town of Orleans, Massachusetts | Volkszählungsergebnisse – Town of Orleans, Massachusetts | Volkszählungsergebnisse – Town of Orleans, Massachusetts | Volkszählungsergebnisse – Town of Orleans, Massachusetts | Volkszählungsergebnisse – Town of Orleans, Massachusetts | Volkszählungsergebnisse – Town of Orleans, Massachusetts | Volkszählungsergebnisse – Town of Orleans, Massachusetts |
| Jahr                                                     | 1800                                                     | 1810                                                     | 1820                                                     | 1830                                                     | 1840                                                     | 1850                                                     | 1860                                                     | 1870                                                     | 1880                                                     | 1890                                                     |
| -------------------------------------------------------- | -------------------------------------------------------- | -------------------------------------------------------- | -------------------------------------------------------- | -------------------------------------------------------- | -------------------------------------------------------- | -------------------------------------------------------- | -------------------------------------------------------- | -------------------------------------------------------- | -------------------------------------------------------- | -------------------------------------------------------- |
| Einwohner                                                |                                                          |                                                          |                                                          |                                                          |                                                          | 1848                                                     | 1678                                                     | 1323                                                     | 1294                                                     | 1219                                                     |
| Jahr                                                     | 1900                                                     | 1910                                                     | 1920                                                     | 1930                                                     | 1940                                                     | 1950                                                     | 1960                                                     | 1970                                                     | 1980                                                     | 1990                                                     |
| Einwohner                                                | 1123                                                     | 1077                                                     | 1012                                                     | 1181                                                     | 1451                                                     | 1759                                                     | 2342                                                     | 3055                                                     | 5306                                                     | 5838                                                     |
| Jahr                                                     | 2000                                                     | 2010                                                     | 2020                                                     | 2030                                                     | 2040                                                     | 2050                                                     | 2060                                                     | 2070                                                     | 2080                                                     | 2090                                                     |
| Einwohner                                                | 6341                                                     | 5890                                                     | 6307                                                     |                                                          |                                                          |                                                          |                                                          |                                                          |                                                          |                                                          |

## Verwaltung
Orleans wird als Teil des 4. Barnstable-Distrikt, das (außer Brewster) alle Orte östlich und nördlich von Harwich on the Cape umfasst, im Repräsentantenhaus von Massachusetts repräsentiert. Der Ort ist als Teil des Cape und Islands Districts, das Cape Cod, Martha’s Vineyard und Nantucket außer den Orten Bourne, Falmouth, Sandwich und einem Teil von Barnstable umfasst, im Senat von Massachusetts repräsentiert. Der Ort wird von den Second (Yarmouth) Barracks des Troop D der Massachusetts State Police kontrolliert. 
 Auf nationaler Ebene ist Orleans Teil des 10. Kongressdistrikt von Massachusetts und wird im Moment von Bill Delahunt repräsentiert.
Orleans wird durch die Volksversammlungs-Verwaltungsform verwaltet und wird von einem Ortssekretär und einem Board of selectmen geleitet. Der Ort hat seine eigene Polizei und Feuerwehr, beide haben ihr Hauptquartier südlich der Kreuzung des Massachusetts Highway 6A mit dem Massachusetts Highway 28. Es gibt drei Postbüros, in East Orleans, in Orleans Center und in South Orleans. Die Snow Library, die nach dem ursprünglichen Wohltäter der Bücherei benannt wurde, liegt in Orleans Center und wird vom Cape Libraries Automated Material Sharing (CLAMS)-Netzwerk getragen. Der Ort unterhält auch mehrere Strände, Bootslandeplätze und kleine Parks und hat eine historische Kommission, die sich im ursprünglichen Rathaus des Ortes (über die Straße vom jetzigen Rathaus) trifft. Orleans hat auch ein Gebäude, in dem sich das Courthouse für die gesamten unteren Cape befindet.

## Kultur und Sehenswürdigkeiten

### Museen
Der Nauset Model Railroad Club unterhält ein Museum in Orleans.
Das French Cable Station Museum beherbergt eine Historische Sammlung atlantischer Untersee-Telegrafiekabel, Instrumente und Karten.
Die Orleans Historical Society unterhölt in Orleans das Heimatmuseum.

### Bauwerke
In Orleans wurde ein Schiff und mehrere Bauwerke in die Liste der Einträge im National Register of Historic Places im Barnstable County eingetragen.
- Coast Guard Motor Lifeboat CG 36500, 2005 unter der Register-Nr. 05000467.[10]

- French Cable Station, 1972 unter der Register-Nr. 72000121.[11]
- Sea Call Farm, 2008 unter der Register-Nr. 08000530.[12]
- Universalist Society Meetinghouse, 1999 unter der Register-Nr. 99000186.[13]

## Wirtschaft und Infrastruktur

### Verkehr
Die Ortsgrenze zwischen Eastham und Orleans ist das Ende der Massachusetts State Route 6A und der Massachusetts State Route 28. Die zwei Straßen beginnen zusammen südlich der Ortsgrenze und enden in einem Kreisverkehr mit der Massachusetts Route 6 an der Ortsgrenze von Eastham. Massachusetts State Route 39, die einen Teil entlang der Ortsgrenze von Brewster verläuft, endet im südlichen Teil der Stadt an der Massachusetts Route 28.
Orleans hat keinen Eisenbahnanschluss und keinen Flughafen im Ort. Der nächste Regionalflughafen kann im nahegelegenen Chatham erreicht werden und der nächste nationale und internationale Flughafen ist der Logan International Airport in Boston.

### Öffentliche Einrichtungen
DasOrleans Medical Center eine Poliklinik befindet sich zentral in Orleans. Zudem gibt es weitere niedergelassene Ärzte.
Die Snow Library hat ihre Wurzeln in der Verbindung zum Fischerei- und Schiffbaugewerbe des 19. Jahrhunderts. Nachdem David Snow, ein Bostoner Kaufmann, der durch die Schifffahrtsindustrie reich geworden wa 1876 starb, hinterließ er einen Teil seines Besitzes der Town Orleans unter der Bedingung, dass das Geld für die „Bereitstellung eines geeigneten und dauerhaften Gebäudes“ für eine öffentliche Bibliothek verwendet werden sollte.

### Bildung
Orleans gehört zusammen mit Brewster, Eastham und Wellfleet zum Nauset Regional School Districts.
Im Schulbezirk werden folgende Schulen angeboten:
- Eastham Elementary in Eastham, mit Schulklassen von Pre-Kindergarten bis zum 5. Schuljahr
- Stony Brook Elementary in Brewster, mit Schulklassen vom Kindergarten bis zum 6. Schuljahr
- Eddy Elementary in Brewster, mit Schulklassen vom 3. bis zum 5. Schuljahr
- Orleans Elementary in Orleans, mit Schulklassen vom Kindergarten bis zum 5. Schuljahr
- Wellfleet Elementary in Wellfleet, mit Schulklassen von Pre-Kindergarten bis zum 5. Schuljahr
- Nauset Regional Middle School in Orleans, mit Schulklassen vom 6. bis zum 8. Schuljahr
- Nauset Regional High School in Eastham, mit Schulklassen vom 9. bis zum 12. Schuljahr

Außerdem können die Highschool-Schüler des Ortes die Cape Cod Regional Technical High School in Harwich kostenlos besuchen.

## Persönlichkeiten

### Söhne und Töchter der Stadt
- Albert Bowman Rogers (1829–1889), Vermesser

### Persönlichkeiten, die vor Ort gewirkt haben
- Bohuslav Martinů (1890–1959), Komponist, komponierte in Orleans die Sonate für Flöte und Klavier (Martinů)
- Konrad Heiden (1901–1966), Komponist
- Rupert Wildt (1905–1976), Astronom
- William Gemmell Cochran (1909–1980), Statistiker
- Victor Vyssotsky (1931–2012), Mathematiker und Informatiker